# Фоллоника
Фолло́ника (итал. Follonica) — коммуна в Италии, располагается в области Тоскана, в провинции Гроссето.
Население составляет 22 009 человек (2008 г.), плотность населения составляет 388 чел./км². Коммуна занимает площадь 56 км². Почтовый индекс — 58022. Телефонный код — 0566.
Покровителем населённого пункта считается святой Леопольд.

## Демография
Динамика населения:

## Администрация коммуны
- Официальный сайт: http://www.comune.follonica.gr.it/